# Aristida diffusa
Aristida diffusa är en gräsart som beskrevs av Carl Bernhard von Trinius. Aristida diffusa ingår i släktet Aristida och familjen gräs. Inga underarter finns listade i Catalogue of Life.